# 靳亭
信武夷侯靳亭（生卒年不详），是信武侯（前182年－前161年在位）。信武夷侯是信武肃侯靳歙之子。汉孝文帝后三年，信武夷侯靳亭坐事国人过律，夺侯，国除。